# Hoàng Yến (diễn viên)
Hoàng Yến (tên đầy đủ Lê Thị Hoàng Yến (13 tháng 6 năm 1933 – 4 tháng 7 năm 2020) là một nữ diễn viên điện ảnh Việt Nam. Bà là gương mặt gạo cội của làng phim Việt, và đặc biệt ghi dấu ấn trong lòng khán giả với vai diễn người phụ nữ nông thôn hoặc người phụ nữ hiền lành, nổi bật là nhân vật bà Vi trong phim truyền hình Của để dành (1998) của đạo diễn Đỗ Thanh Hải.
Hoàng Yến sinh năm 1933 tại Hà Nội và thuộc thế hệ những diễn viên khóa 1 của Trường Điện ảnh (nay là Trường Đại học Sân khấu – Điện ảnh Hà Nội), cùng thời với Phi Nga, Đức Lưu, Lịch Du, Thanh Thủy, Thụy Vân... Năm 1956, bà công tác tại Đoàn kịch – điện ảnh của Xí nghiệp phim truyện Việt Nam (nay là Hãng phim truyện Việt Nam). Bà tham gia ngay từ những bộ phim đầu tiên của điện ảnh Việt Nam, với vai mẹ cô Thơ trong phim Vườn cam (1958) của đạo diễn Phạm Văn Khoa.
Hoàng Yến tham gia diễn xuất trong nhiều bộ phim nổi tiếng của điện ảnh và truyền hình Việt Nam, như Kim Đồng (mẹ Kim Đồng), Người về đồng cói (mẹ anh Văn), Em bé Hà Nội, Cô giáo vùng cao (mẹ Xinh), Làng Vũ Đại ngày ấy (vợ cả Bá Kiến), Số đỏ (bà cố Hồng), Bao giờ cho đến tháng Mười (bà Hiến), Cây bạch đàn vô danh (mẹ Bình), Giông tố (bà đồ Uẩn), Ngày ấy bên bờ sông Lam, Bông sen (mẹ Liên), Của để dành (bà Vi), Bà và cháu (người bà), Hoa xuyến chi (bà Cẩm), Cảnh sát hình sự (mẹ của Bắc "đại bàng" – phần 2), Quà năm mới (bà Ngải), Người ở bến sông (người mẹ), Bà già trúng số độc đắc (bà già)...
Hoàng Yến nghỉ hưu năm 1989. Bà được Chủ tịch nước trao tặng danh hiệu Nghệ sĩ Ưu tú vào năm 1997 (đợt IV).
Hoàng Yến lập gia đình với đạo diễn Nguyễn Hồng Minh (công tác tại Ban Văn nghệ, Đài Truyền hình Việt Nam) và có 3 người con. Những năm cuối đời bà ít tham gia diễn xuất mà sống cùng con cháu tại phố Quang Trung, quận Hoàn Kiếm. Bà qua đời ngày 4 tháng 7 năm 2020 tại nhà riêng và an táng tại quê nhà phường Cự Khối, huyện Gia Lâm, Hà Nội.